# George Robertson (politiker)
George Islay MacNeill Robertson, Baron Robertson av Port Ellen, född 12 april 1946 i Port Ellen på Islay, är en brittisk politiker för Labour Party. Han förlänades ett pärskap 1999 som Baron Robertson av Port Ellen.

## Biografi
Robertson var parlamentsledamot av underhuset 1978-1999 för valkretsen Hamilton. Han var skuggminister för Skottland 1993-1997, försvarsminister 1997-1999 och Natos generalsekreterare 1999-2003.